# Crouania
Genre
Crouania est un genre d'algues rouges de la famille des Callithamniaceae. 
Ce genre est nommé en hommage aux frères Crouan : Pierre-Louis Crouan et Hippolyte-Marie Crouan. 

## Liste d'espèces
Selon AlgaeBase (26 juillet 2013) :
- Crouania attenuata (C.Agardh) J.Agardh (espèce type)
- Crouania boergesenii B.Subramanian
- Crouania brunyana Wollaston
- Crouania capricornica Saenger & Wollaston
- Crouania destriana Wollaston
- Crouania eliseae C.W.Schneider
- Crouania francescoi Cormaci, G.Furnari & Scammacca
- Crouania ischiana (Funk) C.F.Boudouresque & M.M.Perret-Boudouresque
- Crouania iyengarii B.Subramanian
- Crouania mageshimensis Itono
- Crouania mayae Mateo-Cid, Mendoza-González & Searles
- Crouania mucosa Wollaston
- Crouania pleonospora W.R.Taylor
- Crouania robbii Wollaston
- Crouania shepleyana Wollaston
- Crouania willae R.E.Norris

Selon ITIS (26 juillet 2013) :
- Crouania attenuata

Selon NCBI (26 juillet 2013) :
- Crouania attenuata
- Crouania elisiae
- Crouania minutissima

Selon World Register of Marine Species (26 juillet 2013) :
- Crouania attenuata (C.Agardh) J.Agardh, 1842
- Crouania boergesenii B.Subramanian, 1985
- Crouania brunyana Wollaston, 1998
- Crouania capricornica Saenger & Wollaston, 1982
- Crouania destriana Wollaston, 1968
- Crouania elisiae C.W.Schneider, 2004
- Crouania francescoi Cormaci, G.Furnari & Scammacca, 1978
- Crouania ischiana (Funk) C.F.Boudouresque & M.M.Perret-Boudouresque, 1987
- Crouania iyengarii B.Subramanian, 1985
- Crouania mageshimensis Itono, 1977
- Crouania mayae Mateo-Cid, Mendoza-González & Searles, 2002
- Crouania mucosa Wollaston, 1968
- Crouania pleonospora W.R.Taylor, 1928
- Crouania robbii Wollaston, 1998
- Crouania shepleyana Wollaston, 1968
- Crouania willae R.E.Norris, 1986